# Diskografija Jamesa Browna
Diskografija Jamesa Browna.

## Top lista singlova

### "Federal Records" izdanja
Popis singlova koje je objavio "Federal Records" u vremenu od 1956. i 1960.
| Godina | Naziv skladbe                             | SAD Pop Singlovi | SAD R&B Singlovi | VB Singlovi |
| ------ | ----------------------------------------- | ---------------- | ---------------- | ----------- |
| 1956.  | "Please, Please, Please"                  | 105              | 5                | -           |
| 1958.  | "Try Me"                                  | 48               | 1                | -           |
| 1959.  | "I Want You So Bad"                       | -                | 20               | -           |
| 1960.  | "I'll Go Crazy"                           | -                | 15               | -           |
| 1960.  | "Think"                                   | 33               | 7                | -           |
| 1960.  | "You've Got the Power" (b-strana "Think") | 86               | 14               | -           |
| 1960.  | "This Old Heart"                          | 79               | 20               | -           |

### "King" Izdanja
Popis singlova koje je objavio "King Records" u vremenu od 1960. i 1971.
| Godina | naziv skladbe                                                                   | SAD Pop Singlovi | SAD R&B Singlovi | VB Singlovi |
| ------ | ------------------------------------------------------------------------------- | ---------------- | ---------------- | ----------- |
| 1960.  | "The Bells"                                                                     | 68               | -                | -           |
| 1961.  | "Bewildered"                                                                    | 40               | 7                | -           |
| 1961.  | "I Don't Mind"                                                                  | 47               | 4                | -           |
| 1961.  | "Baby You're Right"                                                             | 49               | 2                | -           |
| 1961.  | "I Love You Yes I Do"                                                           | -                | 17               | -           |
| 1961.  | "Lost Someone"                                                                  | 48               | 2                | -           |
| 1962.  | "Night Train"                                                                   | 35               | 5                | -           |
| 1962.  | "Shout and Shimmy"                                                              | 61               | 16               | -           |
| 1962.  | "Mashed Potatoes U.S.A."                                                        | 82               | 21               | -           |
| 1962.  | "Three Hearts in a Tangle"                                                      | -                | 18               | -           |
| 1962.  | "I've Got Money"                                                                | 93               | -                | -           |
| 1963.  | "Like a Baby"                                                                   | -                | 24               | -           |
| 1963.  | "Every Beat of My Heart"                                                        | 99               | -                | -           |
| 1963.  | "Prisoner of Love"                                                              | 18               | 6                | -           |
| 1963.  | "These Foolish Things"                                                          | 55               | 25               | -           |
| 1963.  | "Signed, Sealed and Delivered"                                                  | 77               | -                | -           |
| 1963.  | "Oh Baby Don't You Weep - Pt. 1"                                                | 23               | -                | -           |
| 1964.  | "Please, Please, Please" (obrada)                                               | 95               | -                | -           |
| 1964.  | "Have Mercy Baby"                                                               | 92               | -                | -           |
| 1965.  | "Papa's Got a Brand New Bag - Pt. 1"                                            | 8                | 1                | 25          |
| 1965.  | "I Got You (I Feel Good)"                                                       | 3                | 1                | 29          |
| 1965.  | "Lost Someone" (uživo)                                                          | 94               | -                | -           |
| 1965.  | "I'll Go Crazy" (uživo)                                                         | 73               | 28               | -           |
| 1966.  | "Ain't That a Groove - Pts. 1 & 2"                                              | 42               | 6                | -           |
| 1966.  | "It's a Man's Man's Man's World"                                                | 8                | 1                | 13          |
| 1966.  | "Money Won't Change You - Pt. 1"                                                | 53               | -                | -           |
| 1966.  | "Don't Be a Drop-Out"                                                           | 50               | 4                | -           |
| 1966.  | "Sweet Little Baby Boy - Pt. 1"                                                 | 8                | -                | -           |
| 1966.  | "Bring It Up (Hipster's Avenue)"                                                | 29               | 7                | -           |
| 1967.  | "Kansas City"                                                                   | 55               | 21               | -           |
| 1967.  | "Think" (duet s Lynn Collins)                                                   | 100              | -                | -           |
| 1967.  | "Let Yourself Go"                                                               | 46               | 5                | -           |
| 1967.  | "Cold Sweat - Pt. 1"                                                            | 7                | 1                | -           |
| 1967.  | "Get It Together - Pt. 1"                                                       | 40               | 11               | -           |
| 1967.  | "I Can't Stand Myself (When You Touch Me)"                                      | 28               | 4                | -           |
| 1967.  | "There Was a Time"                                                              | 36               | 3                | -           |
| 1968.  | "You've Got to Change Your Mind" (duet s Bobby Byrd)                            | -                | 47               | -           |
| 1968.  | "I Got The Feelin'"                                                             | 6                | 1                | -           |
| 1968.  | "Licking Stick - Licking Stick, Pt. 1"                                          | 14               | 2                | -           |
| 1968.  | "America is My Home"                                                            | 52               | 13               | -           |
| 1968.  | "I Guess I'll Have to Cry, Cry, Cry"                                            | 55               | 15               | -           |
| 1968.  | "Say It Loud - I'm Black and I'm Proud, Pt. 1"                                  | 10               | 1                | -           |
| 1968.  | "Goodbye My Love"                                                               | 31               | 9                | -           |
| 1968.  | "Tit For That (Ain't No Taking Back)"                                           | 86               | -                | -           |
| 1968.  | "Give It Up Or Turnit A Loose"                                                  | 15               | 1                | -           |
| 1969.  | "Soul Pride"                                                                    | -                | 33               | -           |
| 1969.  | "I Don't Want Nobody To Give Me Nothing (Open Up The Door, I'll Get It Myself)" | 20               | 3                | -           |
| 1969.  | "The Popcorn"                                                                   | 30               | 11               | -           |
| 1969.  | "Mother Popcorn (You Got To Have A Mother For Me), Pt. 1"                       | 11               | 1                | -           |
| 1969.  | "Lowdown Popcorn"                                                               | 41               | 16               | -           |
| 1969.  | "World, Pt. 1"                                                                  | 37               | 8                | -           |
| 1969.  | "Let A Man Come In and Do the Popcorn, Pt. 1"                                   | 21               | 2                | -           |
| 1969.  | "Ain't It Funky Now"                                                            | 24               | 3                | -           |
| 1969.  | "Let A Man Come In and Do the Popcorn, Pt. 2"                                   | 40               | 6                | -           |
| 1970.  | "It's a New Day"                                                                | 32               | 3                | -           |
| 1970.  | "Funky Drummer - Pt. 1"                                                         | 51               | 20               | -           |
| 1970.  | "Brother Rapp - Pt. 1 & 2"                                                      | 32               | 2                | -           |
| 1970.  | "Get Up (I Feel Like Being A) Sex Machine, Pt. 1"                               | 15               | 2                | 32          |
| 1970.  | "Super Bad\|Super Bad - Pt. 1"                                                  | 13               | 1                | -           |
| 1970.  | "Santa Claus Is Definitely Here to Stay"                                        | 7                | -                | -           |
| 1970.  | "Get Up, Get Into It, Get Involved, Pt. 1"                                      | 34               | 4                | -           |
| 1971.  | "Spinning Wheel"                                                                | 90               | -                | 78          |
| 1971.  | "I Cried"                                                                       | 50               | 15               | -           |
| 1971.  | "Soul Power Pt. 1"                                                              | 29               | 3                | 78          |

### "Smash" izdanja
Popis singlova koje je objavio "Smash Records" u vremenu od 1964. i 1967.
| Godina | Song title                     | SAD Pop Singlovi | SAD R&B Singlovi | VB Singlovi |
| ------ | ------------------------------ | ---------------- | ---------------- | ----------- |
| 1964.  | "Caldonia"                     | 95               | -                | -           |
| 1964.  | "The Things That I Used to Do" | 99               | -                | -           |
| 1964.  | "Out of Sight"                 | 24               | -                | -           |
| 1965.  | "Try Me" (instrumental)        | 63               | 34               | -           |

### "Polydor" izdanja
Popis singlova koje je objavio "Polydor Records" u vremenu od 1971. i 1981.
| Godina | Naziv skladbe                                                                      | SAD Pop Singlovi | SAD R&B Singlovi | VB Singlovi |
| ------ | ---------------------------------------------------------------------------------- | ---------------- | ---------------- | ----------- |
| 1971.  | "Escape-ism Pt. 1"                                                                 | 35               | 6                | -           |
| 1971.  | "Hot Pants (She Got To Use What She Got To Get What She Wants)\|Hot Pants - Pt. 1" | 15               | 1                | -           |
| 1971.  | "Make It Funky\|Make It Funky, Pt. 1"                                              | 22               | 1                | -           |
| 1971.  | "Make It Funky, Pt. 3"                                                             | 68               | -                | -           |
| 1971.  | "I'm A Greedy Man, Pt. 1"                                                          | 35               | 7                | -           |
| 1971.  | "Hey America"                                                                      | -                | -                | 47          |
| 1972.  | "Talking Loud and Saying Nothing - Pt. 1"                                          | 27               | 1                | -           |
| 1972.  | "King Heroin"                                                                      | 40               | 6                | -           |
| 1972.  | "There It Is - Pt. 1"                                                              | 43               | 4                | -           |
| 1972.  | "Honky Tonk - Pt. 1"                                                               | 44               | 7                | -           |
| 1972.  | "Get On The Good Foot - Pt. 1"                                                     | 18               | 1                | -           |
| 1972.  | "I Got a Bag of My Own"                                                            | 44               | 3                | -           |
| 1972.  | "I Got Ants In My Pants (And I Want to Dance) - Pt. 1"                             | 27               | 4                | -           |
| 1972.  | "What My Baby Needs Now Is a Little More Lovin' (duet s Lynn Collins)"             | 56               | 17               | -           |
| 1973.  | "Down And Out In New York City"                                                    | 50               | 13               | -           |
| 1973.  | "Think '73"                                                                        | 77               | 15               | -           |
| 1973.  | "Think (alternativna verzija)"                                                     | 80               | 37               | -           |
| 1973.  | "Sexy, Sexy, Sexy"                                                                 | 50               | 6                | -           |
| 1973.  | "Stoned to the Bone - Pt. 1"                                                       | 58               | 4                | -           |
| 1974.  | "The Payback, Pt. 1"                                                               | 26               | 1                | -           |
| 1974.  | "My Thang - Pt. 1"                                                                 | 29               | 1                | -           |
| 1974.  | "Papa Don't Take No Mess - Pt. 1"                                                  | 31               | 1                | -           |
| 1974.  | "Funky President (People It's Bad)"                                                | 44               | 4                | -           |
| 1974.  | "Coldblooded"                                                                      | 99               | -                | -           |
| 1975.  | "Hustle!!! (Dead on It)"                                                           | -                | 11               | -           |
| 1975.  | "Reality"                                                                          | 80               | 19               | -           |
| 1975.  | "Sex Machine '76"                                                                  | 61               | 16               | -           |
| 1975.  | "Superbad, Superslick, Pt. 1"                                                      | -                | 28               | -           |
| 1975.  | "Hot (I Need to Be Loved, Loved, Loved, Loved)"                                    | -                | 31               | -           |
| 1976.  | "(I Love You) For Sentimental Reasons"                                             | -                | 70               | -           |
| 1976.  | "Get Up Offa That Thing"                                                           | 45               | 4                | 22          |
| 1976.  | "I Refuse to Lose"                                                                 | -                | 47               | -           |
| 1976.  | "Body Heat"                                                                        | 88               | 13               | 36          |
| 1977.  | "Kiss in '77"                                                                      | -                | 35               | -           |
| 1977.  | "Give Me Some Skin"                                                                | -                | 20               | -           |
| 1977.  | "If You Don't Give a Doggone About It (zajedno sa "the JB's")"                     | -                | 45               | -           |
| 1978.  | "Eyesight"                                                                         | -                | 38               | -           |
| 1978.  | "The Spank"                                                                        | -                | 26               | -           |
| 1979.  | "For Goodness Sakes (Take a Look at Those Cakes) - Pt. 1"                          | -                | 52               | -           |
| 1979.  | "It's Too Funky In Here"                                                           | -                | 15               | -           |
| 1979.  | "Star Generation"                                                                  | -                | 63               | -           |
| 1979.  | "Regrets"                                                                          | -                | 63               | -           |
| 1980.  | "Rapp Payback (Where Iz Moses)"                                                    | -                | 46               | 39          |
| 1981.  | "Stay With Me"                                                                     | -                | 80               | -           |

### Ostala izdanja
Popis singlova koje je objavio "Scotti Bros. Records" i ostale diskografske kuće.
| Godina | Naziv skladbe                                                         | SAD Pop Singlovi | SAD R&B Singlovi | VB Singlovi |
| ------ | --------------------------------------------------------------------- | ---------------- | ---------------- | ----------- |
| 1983.  | "The Night Time Is the Right Time" (To Be With The One That You Love) | -                | 73               | -           |
| 1983.  | "Bring It On...Bring It On"                                           | -                | -                | 45          |
| 1984.  | "Unity" (w/Afrika Bambaataa)                                          | -                | 87               | 49          |
| 1985.  | "Froggy Mix"                                                          | -                | -                | 50          |
| 1985.  | "Living in America"                                                   | 4                | 10               | 5           |
| 1986.  | "Gravity"                                                             | 93               | 26               | 65          |
| 1987.  | "How Do You Stop"                                                     | -                | 10               | 90          |
| 1988.  | "She's The One"                                                       | -                | -                | 45          |
| 1988.  | "The Payback Mix, Pt. 1"                                              | -                | -                | 12          |
| 1988.  | "I'm Real"                                                            | -                | 2                | 32          |
| 1988.  | "Static - Pts. 1 & 2"                                                 | -                | 5                | 83          |
| 1989.  | "Gimme Your Love" (w/Aretha Franklin)                                 | -                | 48               | 79          |
| 1991.  | "(So Tired of Standing Still We Got to) Move On"                      | -                | 48               | -           |
| 1992.  | "I Got You (I Feel Good)" (vs. Dakeyne)                               | -                | -                | 72          |
| 1993.  | "Can't Get Any Harder"                                                | -                | 76               | 59          |
| 1999.  | "Funk On Ah Roll"                                                     | -                | -                | 40          |

## Albumi

### "King" izdanja
- 1959: Please Please Please
- 1959: Try Me
- 1960: Think
- 1961: The Amazing James Brown
- 1961: James Brown Presents His Band/Night Train
- 1962: Shout and Shimmy
- 1962: James Brown and His Famous Flames Tour the USA
- 1963: Prisoner of Love
- 1963: Excitement - Mr. Dynamite
- 1964:  Showtime
- 1964: The Unbeatable James Brown
- 1964: Grits and Soul
- 1964: Out of Sight
- 1965: Papa’s Got a Brand New Bag
- 1966: I Got You (I Feel Good)
- 1966: James Brown Plays James Brown Today and Yesterday
- 1966: Mighty Instrumentals
- 1966: James Brown Plays New Breed (The Boo-Ga-Loo)
- 1966: It's a Man's Man's Man's World
- 1966: James Brown Sings Christmas Songs
- 1966: Handful of Soul
- 1967: Sings Raw Soul
- 1967: James Brown Plays the Real Thing
- 1967: Cold Sweat
- 1968: James Brown Presents His Show of Tomorrow
- 1968: I Can't Stand Myself
- 1968: I Got the Feelin'
- 1968: James Brown Sings Out of Sight
- 1968: Thinking About Little Willie John and a Few Nice Things
- 1968: A Soulful Christmas
- 1969: Say It Loud, I’m Black and I’m Proud
- 1969: Gettin’ Down to It
- 1969: The Popcorn
- 1969: It’s a Mother
- 1970: Ain’t It Funky
- 1970: Soul on Top
- 1970: It’s a New Day - Let a Man Come In
- 1970: Hey America
- 1971: Super Bad (contains studio tracks with overdubbed audience)
- 1971: Sho’ Is Funky Down Here

### "Polydor" izdanja
- 1971: Hot Pants
- 1972: There It Is
- 1972: Get on the Good Foot
- 1973: Black Caesar
- 1973: Slaughter’s Big Rip-Off
- 1974: The Payback
- 1974: Hell
- 1975: Reality
- 1975: Sex Machine Today
- 1976: Everybody's Doin’ the Hustle and Dead on the Double Bump
- 1976: Hot
- 1976: Get Up Offa That Thing
- 1976: Bodyheat
- 1977: Mutha’s Nature
- 1978: Jam 1980’s
- 1979: Take a Look at Those Cakes
- 1979: The Original Disco Man
- 1980: People
- 1981: Nonstop!

### Ostala izdanja
- 1980: Soul Syndrome (T.K. Records)
- 1983: Bring It On (Augusta Sound)
- 1986: Gravity (Scotti Bros.)
- 1988: I'm Real (Scotti Bros.)
- 1991: Love Over-Due
- 1993: Universal James
- 1998: I’m Back!
- 2002: The Next Step (Fome Records)

### Uživo albumi
- 1963: Live at the Apollo (reizdanje s bonus skladbama iz 2004.)
- 1964: Pure Dynamite
- 1967: The James Brown Show
- 1967: Live at the Garden
- 1968: Live at the Apollo, Volume II (dvostruki LP)
- 1970: Sex Machine (dvostruki LP)
- 1971: Revolution of the Mind: Live at the Apollo, Volume III (dvostruki LP)
- 1980: Hot on the One (dvostruki LP)
- 1981: Live In New York (dvostruki LP) (sadrži dva studijska instrumentala)
- 1985: Live In Chastain Park
- 1988: James Brown and Friends: Soul Session Live (sadrži studijski duet s Arethom Franklin)
- 1992: Love, Power, Peace: Live at the Olympia, Paris 1971
- 1995: Live at the Apollo 1995 (sadrži jednu studijsku skadbu)
- 1998: Say It Live & Loud: Live in Dallas 08.26.68

## Kompilacije
- 1972: Soul Classics
- 1973: Soul Classics, Volume 2
- 1977: Solid Gold
- 1977: The Fabulous James Brown
- 1981: Can Your Heart Stand It?
- 1981: The Best of James Brown
- 1984: The Federal Years, Part 1
- 1984: The Federal Years, Part 2
- 1984: Roots of a Revolution - The James Brown Story 1956-1965
- 1984: Ain’t That a Groove - The James Brown Story 1966-1969
- 1984: Doing It to Death - The James Brown Story 1970-1973
- 1985: Dead on the Heavy Funk 1974-1976
- 1985: The CD of JB: Sex Machine and Other Soul Classics
- 1986: The LP of JB
- 1986: In the Jungle Groove (reizdanje s bonus skladbama izlazi 2003.)
- 1987: The CD of JB II: Cold Sweat and Other Soul Classics
- 1988: Motherlode (reizdanje s bonus skladbama izlazi 2003.)
- 1991: Messin' With the Blues
- 1991: Star Time
- 1991: 20 All-Time Greatest Hits!
- 1993: Chronicles - Soul Pride
- 1996: JB40: 40th Anniversary Collection
- 1997: On Stage
- 2002: The Godfather - The Very Best of James Brown
- 2003: 50th Anniversary Collection
- 2006: The Singles: The Federal Years: 1956-1960
- 2007: The Singles, Volume Two: 1960-1963
- 2007: The Singles, Volume Three: 1964-1965
- 2007: A Family Affair (with daughters Yamma and Venisha)
- 2007: Dynamite X (Remixes)

### "Polydor" kompilacije
- 1995: Roots of a Revolution (albumi 1956. – 1964.)
- 1996: Foundations of Funk: A Brand New Bag (albumi 1965. – 1969.)
- 1996: Funk Power 1970: A Brand New Thang (albumi 1970.)
- 1996: Make It Funky - The Big Payback (albumi 1971. – 1975.)
- 1998: Dead On The Heavy Funk (albumi 1976. – 1983.)

## Vanjske poveznice
- Diskografija Jamesa Browna na All Music Guideu
- Diskografija Jamesa Browna na Discogsu